# Liste des épisodes de Hot in Cleveland
Cet article présente la liste des épisodes de la série télévisée américaine Hot in Cleveland.

## Panorama des saisons
| Saison | Saison | Nombre d'épisodes | Diffusion originale sur TV Land | Diffusion originale sur TV Land | Diffusion originale sur TV Land  | Diffusion sur RTS Un | Diffusion sur RTS Un | Diffusion sur RTS Un |
| Saison | Saison | Nombre d'épisodes | Début de saison                 | Fin de saison                   | Audiences moyennes (en millions) | Début de saison      | Fin de saison        |                      |
| ------ | ------ | ----------------- | ------------------------------- | ------------------------------- | -------------------------------- | -------------------- | -------------------- | -------------------- |
|        | 1      | 10                | 16 juin 2010                    | 18 août 2010                    | 3,12                             | 7 août 2014          | 20 août 2014         |                      |
|        | 2      | 22                | 19 janvier 2011                 | 31 août 2011                    | 2,09                             | 21 août 2014         | 30 septembre 2014    |                      |
|        | 3      | 24                | 30 novembre 2011                | 6 juin 2012                     | 1,52                             | 1 octobre 2014       | 31 octobre 2014      |                      |
|        | 4      | 24                | 28 novembre 2012                | 4 septembre 2013                | 1,34                             | 3 novembre 2014      | 10 juin 2015         |                      |
|        | 5      | 24                | 26 mars 2014                    | 17 septembre 2014               | NC                               | /                    | /                    |                      |
|        | 6      | 24                | 5 novembre 2014                 | 3 juin 2015                     | NC                               | /                    | /                    |                      |

## Liste des épisodes

### Première saison (2010)
| N° | #  | Titre français                  | Titre original              | Réalisation     | Scénario                             | 1er diffusion US | 1er diffusion Suisse | Audiences US (en M.) |
| -- | -- | ------------------------------- | --------------------------- | --------------- | ------------------------------------ | ---------------- | -------------------- | -------------------- |
| 1  | 1  | Atterrissage forcé              | Pilot                       | Michael Lembeck | Suzanne Martin                       | 16 juin 2010     | 7 août 2014          | 4.75                 |
| 2  | 2  | M... maman ?                    | Who's Your Mama?            | Andy Cadiff     | Suzanne Martin                       | 23 juin 2010     | 8 août 2014          | 3.37                 |
| 3  | 3  | Pochette surprise               | Birthdates                  | Andy Cadiff     | Vanessa McCarthy                     | 30 juin 2010     | 11 août 2014         | 3.07                 |
| 4  | 4  | Folle soirée !                  | The Sex That Got Away       | David Trainer   | Anne Flett-Giordano et Chuck Ranberg | 7 juillet 2010   | 12 août 2014         | 2.93                 |
| 5  | 5  | Oh ! Voisin                     | Good Neighbors              | David Trainer   | Sam Johnson et Chris Marcil          | 14 juillet 2010  | 13 août 2014         | 2.99                 |
| 6  | 6  | Méli-Mélo en famille            | Meet the Parents            | Andy Cadiff     | Liz Feldman                          | 21 juillet 2010  | 14 août 2014         | 2.44                 |
| 7  | 7  | Rien n'est simple               | It's Not That Complicated   | David Trainer   | Anne Flett-Giordano et Chuck Ranberg | 28 juillet 2010  | 15 août 2014         | 2.97                 |
| 8  | 8  | Shakespeare et coups de sifflet | The Play's the Thing        | Gil Junger      | Sam Johnson et Chris Marcil          | 4 août 2010      | 18 août 2014         | 2.57                 |
| 9  | 9  | L'ordonnance d'Elka             | Good Luck Faking the Goiter | Gil Junger      | Suzanne Martin                       | 11 août 2010     | 19 août 2014         | 2.72                 |
| 10 | 10 | La tornade                      | Tornado                     | Gil Junger      | Vanessa McCarthy                     | 18 août 2010     | 20 août 2014         | 3.40                 |

### Deuxième saison (2011)
| N° | #  | Titre français                            | Titre original                     | Réalisation   | Scénario                             | 1er diffusion   | 1er diffusion Suisse | Audiences US (en M.) |
| -- | -- | ----------------------------------------- | ---------------------------------- | ------------- | ------------------------------------ | --------------- | -------------------- | -------------------- |
| 11 | 1  | Libérez Elka !                            | Free Elka                          | David Trainer | Suzanne Martin                       | 19 janvier 2011 | 21 août 2014         | 2.95                 |
| 12 | 2  | Si ce n'est toi, c'est donc ton frère     | Bad Bromance                       | David Trainer | Sam Johnson et Chris Marcil          | 26 janvier 2011 | 22 août 2014         | 2.30                 |
| 13 | 3  | Un pour toutes et chacune pour soi !      | Hot for the Lawyer                 | David Trainer | Steve Joe                            | 2 février 2011  | 25 août 2014         | 2.36                 |
| 14 | 4  | Quatre filles et un panty                 | Sisterhood of the Traveling SPANX  | David Trainer | Rachel Sweet                         | 9 février 2011  | 5 septembre 2014     | 2.11                 |
| 15 | 5  | Assassinat de Susan Lucci                 | I Love Lucci - Part 1              | Andy Cadiff   | Chuck Ranberg et Anne Flett-Giordano | 16 février 2011 | 8 septembre 2014     | 1.92                 |
| 16 | 6  | Opération immobilière                     | I Love Lucci - Part 2              | Andy Cadiff   | Chuck Ranberg et Anne Flett-Giordano | 23 février 2011 | 9 septembre 2014     | 1.71                 |
| 17 | 7  | Ce n'est pas si compliqué                 | Dog Tricks, Sex Flicks & Joy's Fix | Andy Cadiff   | Eric Zicklin                         | 2 mars 2011     | 10 septembre 2014    | 1.96                 |
| 18 | 8  | La vie sans LeBron                        | LeBron is Le Gone                  | Andy Cadiff   | Steve Joe                            | 9 mars 2011     | 11 septembre 2014    | 1.93                 |
| 19 | 9  | Les goûts et les couleurs                 | Elka's Snowbird                    | David Trainer | Steve Skrovan                        | 16 mars 2011    | 12 septembre 2014    | 1.56                 |
| 20 | 10 | Sans Elka ni loi                          | Law & Elka                         | David Trainer | Sam Johnson et Chris Marcil          | 23 mars 2011    | 15 septembre 2014    | 1.80                 |
| 21 | 11 | En territoire Amish                       | Where's Elka?                      | Andy Cadiff   | Suzanne Martin                       | 15 juin 2011    | 16 septembre 2014    | 2.39                 |
| 22 | 12 | Comment j'ai rencontré ma mère            | How I Met My Mother                | Andy Cadiff   | Steve Joe                            | 22 juin 2011    | 17 septembre 2014    | 1.97                 |
| 23 | 13 | Encore un non-anniversaire                | Unseparated at Birthdates          | Andy Cadiff   | Rachel Sweet                         | 29 juin 2011    | 18 septembre 2014    | 2.29                 |
| 24 | 14 | Les divas de Cleveland                    | Battle of the Bands                | Andy Cadiff   | Steve Skrovan                        | 6 juillet 2011  | 19 septembre 2014    | 2.25                 |
| 25 | 15 | Un bébé pour Joy                          | Love Thy Neighbor                  | Andy Cadiff   | Sam Johnson et Chris Marcil          | 13 juillet 2011 | 22 septembre 2014    | 2.00                 |
| 26 | 16 | Victor, Victoria et les autres            | Dancing Queens                     | Andy Cadiff   | Eric Zicklin                         | 20 juillet 2011 | 23 septembre 2014    | 2.44                 |
| 27 | 17 | Jamais sans ma mère                       | The Emmy Show                      | David Trainer | Steve Joe                            | 27 juillet 2011 | 24 septembre 2014    | 1.84                 |
| 28 | 18 | La vengeance est un plat qui se mange hot | Arch Enemies                       | David Trainer | Rachel Sweet                         | 3 août 2011     | 25 septembre 2014    | 1.88                 |
| 29 | 19 | Titre Inconnu                             | Too Hot for TV                     |               |                                      | 10 août 2011    | Non diffusé          | 2.03                 |
| 30 | 20 | Les comédies romantiques                  | Indecent Proposals                 | Andy Cadiff   | Chuck Ranberg et Anne Flett-Giordano | 17 août 2011    | 26 septembre 2014    | 1.77                 |
| 31 | 21 | Un mariage sous tension                   | Bridezelka                         | Andy Cadiff   | Suzanne Martin                       | 24 août 2011    | 29 septembre 2014    | 1.98                 |
| 32 | 22 | Le jour du mariage d'Elka                 | Elka's Wedding                     | David Trainer | Eric Zicklin                         | 31 août 2011    | 30 septembre 2014    | 2.44                 |

### Troisième saison (2011-2012)
| N° | #  | Titre français                    | Titre original                                  | Réalisation               | Scénario                             | 1er diffusion    | 1er diffusion Suisse | Audiences US (en M.) |
| -- | -- | --------------------------------- | ----------------------------------------------- | ------------------------- | ------------------------------------ | ---------------- | -------------------- | -------------------- |
| 33 | 1  | Le choix d'Elka                   | Elka's Choice                                   | David Trainer             | Anne Flett-Giordano et Chuck Ranberg | 30 novembre 2011 | 1 octobre 2014       | 1.94                 |
| 34 | 2  | La croisière                      | Beards                                          | David Trainer             | Sam Johnson et Chris Marcil          | 7 décembre 2011  | 2 octobre 2014       | 1.42                 |
| 35 | 3  | L'enterrement de la robe          | Funeral Crashers                                | David Trainer             | Steve Joe                            | 14 décembre 2011 | 3 octobre 2014       | 1.71                 |
| 36 | 4  | Relooking                         | Happy Fat                                       | David Trainer             | Eric Zicklin                         | 21 décembre 2011 | 6 octobre 2014       | 1.80                 |
| 37 | 5  | Belle maman                       | One Thing or a Mother                           | Joe Regalbuto             | Sebastian Jones                      | 28 décembre 2011 | 7 octobre 2014       | 1.87                 |
| 38 | 6  | La genèse                         | How Did You Guys Meet, Anyway?                  | David Trainer             | Chuck Ranberg et Anne Flett-Giordano | 4 janvier 2012   | 8 octobre 2014       | 1.82                 |
| 39 | 7  | Deux femmes et un rhino           | Two Girls and a Rhino                           | David Trainer             | Rachel Sweet                         | 11 janvier 2012  | 9 octobre 2014       | 1.70                 |
| 40 | 8  | Dieu et le foot                   | God and Football                                | Andy Cadiff               | Alex Herschlag                       | 18 janvier 2012  | 10 octobre 2014      | 1.42                 |
| 41 | 9  | Le mariage people                 | Love is Blind                                   | David Trainer             | Sam Johnson et Chris Marcil          | 25 janvier 2012  | 13 octobre 2014      | 1.43                 |
| 42 | 10 | Laissez Lucci faire               | Life with Lucci                                 | Andy Cadiff               | Anne Flett-Giordano et Chuck Ranberg | 1er février 2012 | 14 octobre 2014      | 1.64                 |
| 43 | 11 | Prêtes à tout                     | I'm with the Band                               | Andy Cadiff               | Steve Joe                            | 8 février 2012   | 15 octobre 2014      | 1.35                 |
| 44 | 12 | La course aux ex                  | Lost Loves                                      | Andy Cadiff               | Eric Zicklin                         | 15 février 2012  | 16 octobre 2014      | 1.41                 |
| 45 | 13 | Nos amis les bêtes                | Tangled Web                                     | Andy Cadiff               | Sam Johnson et Chris Marcil          | 7 mars 2012      | 17 octobre 2014      | 1.82                 |
| 46 | 14 | Chaud et lourd                    | Hot & Heavy                                     | Andy Cadiff               | Rachel Sweet                         | 14 mars 2012     | 20 octobre 2014      | 1.31                 |
| 47 | 15 | Le bal du pneu                    | Rubber Ball                                     | Andy Cadiff               | Sebastian Jones                      | 21 mars 2012     | 21 octobre 2014      | 1.45                 |
| 48 | 16 | Elle voit des Rick partout        | Everything Goes Better With Vampires            | Andy Cadiff               | Anne Flett-Giordano et Chuck Ranberg | 28 mars 2012     | 22 octobre 2014      | 1.92                 |
| 49 | 17 | Annirencard, troisième            | Claus, Tails & High Pitched Males: Birthdates 3 | Andy Cadiff               | Vanessa McCarthy                     | 11 avril 2012    | 23 octobre 2014      | 1.46                 |
| 50 | 18 | Les dernières volontés            | Cruel Shoes                                     | Andy Cadiff               | Sebastian Jones                      | 18 avril 2012    | 24 octobre 2014      | 1.09                 |
| 51 | 19 | Les dernières, dernières volontés | Bye George, I Think He's Got It!                | David Trainer             | Rachel Sweet                         | 25 avril 2012    | 27 octobre 2014      | 1.38                 |
| 52 | 20 | Le sésame                         | The Gateway Friend                              | Andy Cadiff, Dennis Capps | Steve Joe                            | 2 mai 2012       | 28 octobre 2014      | 1.12                 |
| 53 | 21 | Titre inconnu                     | Some Like It Hot                                |                           |                                      | 9 mai 2011       | Non diffusé          | 1.21                 |
| 54 | 22 | Vieux secrets et bonnets D        | Storage Wars                                    | Andy Cadiff               | Sam Johnson et Chris Marcil          | 16 mai 2011      | 29 octobre 2014      | 1.17                 |
| 55 | 23 | L'envers du décor                 | What's Behind the Door                          | Andy Cadiff               | Alex Herschlag                       | 30 mai 2011      | 30 octobre 2014      | 1.19                 |
| 56 | 24 | Courbes et boucles                | Blow Outs                                       | Andy Cadiff               | Sebastian Jones                      | 6 juin 2012      | 31 octobre 2014      | 1.95                 |

### Quatrième saison (2012-2013)
Le 12 janvier 2012, la série a été renouvelée pour une quatrième saison de 24 épisodes divisée en deux parties de 12 épisodes avec une partie diffusé pendant l'hiver et l'autre l'été. Un épisode tourné et diffusé en direct a eu lieu le 19 juin 2013.
| N° | #  | Titre français                                  | Titre original                 | Réalisation   | Scénario                             | 1er diffusion    | 1er diffusion Suisse | Audiences US (en M.) |
| -- | -- | ----------------------------------------------- | ------------------------------ | ------------- | ------------------------------------ | ---------------- | -------------------- | -------------------- |
| 57 | 1  | Tu ne mangeras pas de ce pain-là                | That Changes Everything        | David Trainer | Rachel Sweet                         | 28 novembre 2012 | 3 novembre 2014      | 1.70                 |
| 58 | 2  | On attend de voir...                            | A Midwinter Night's Sex Comedy | David Trainer | Steve Joe                            | 5 décembre 2012  | 4 novembre 2014      | 1.42                 |
| 59 | 3  | L'art et les manières                           | Method Man                     | David Trainer | Sebastian Jones                      | 12 décembre 2012 | 5 novembre 2014      | 1.20                 |
| 60 | 4  | La startup                                      | GILFs                          | David Trainer | Sam Johnson et Chris Marcil          | 19 décembre 2012 | 18 avril 2015        | 1.21                 |
| 61 | 5  | La leçon                                        | A Box Full of Puppies          | Dennis Capps  | Suzanne Martin                       | 26 décembre 2012 | 19 avril 2015        | 1.34                 |
| 62 | 6  | Dessine-moi un... poney                         | Cleveland Fantasy-Con          | Joe Regalbuto | Anne Flett-Giordano et Chuck Ranberg | 2 janvier 2013   | 25 avril 2015        | 1.15                 |
| 63 | 7  | Fais-moi confiance                              | Magic Diet Candy               | Joe Regalbuto | Sebastian Jones                      | 9 janvier 2013   | 7 mai 2015           | 1.33                 |
| 64 | 8  | Extras                                          | Extras                         | Andy Cadiff   | Suzanne Martin                       | 16 janvier 2013  | 9 mai 2015           | 1.07                 |
| 65 | 9  | Le facteur ne donne pas toujours deux fois...   | The Conversation               | Andy Cadiff   | Steve Joe                            | 23 janvier 2013  | 10 mai 2015          | 1.33                 |
| 66 | 10 | Petits meurtres entre amies                     | The Anger Games                | Andy Cadiff   | Sam Johnson et Chris Marcil          | 30 janvier 2013  | 16 mai 2015          | 1.40                 |
| 67 | 11 | Calories,visions et poupée gonflable, ou yoyogi | Fast and Furious               | Andy Cadiff   | Alex Herschlag                       | 6 février 2013   | 17 mai 2015          | 1.29                 |
| 68 | 12 | La méchanceté des brosses à dents               | What Now, My Love?             | David Trainer | Rachel Sweet                         | 13 février 2013  | 12 mai 2015          | 1.29                 |
| 69 | 13 | Star Trek trafic                                | It's Alive                     | Andy Cadiff   | Joe Keenan                           | 19 juin 2013     | 16 mai 2015          | 1.69                 |
| 70 | 14 | Maman arrive                                    | Canoga Falls                   | Andy Cadiff   | Sebastian Jones                      | 26 juin 2013     | 17 mai 2015          | 1.34                 |
| 71 | 15 | La demande                                      | The Proposal                   | Andy Cadiff   | Anne Flett-Giordano et Chuck Ranberg | 10 juillet 2013  | 19 mai 2015          | 1.12                 |
| 72 | 16 | Transplantation... ou pas                       | Pony Up                        | Andy Cadiff   | Jessica Wood et Jameson Lyons        | 17 juillet 2013  | 26 mai 2015          | 1.28                 |
| 73 | 17 | Planning familial                               | No Glove, No Love              | Andy Cadiff   | Alex Herschlag                       | 24 juillet 2013  | 2 juin 2015          | 1.12                 |
| 74 | 18 | Un de perdu... un de perdu                      | The Fixer                      |               |                                      | 31 juillet 2013  | 9 juin 2015          |                      |
| 75 | 19 | Titre Inconnu                                   | Look Who's Hot Now             |               |                                      | 7 août 2013      | /                    |                      |
| 76 | 20 | Mariage Tikka                                   | Cleveland Indians              |               |                                      | 14 août 2013     | 3 juin 2015          |                      |
| 77 | 21 | Veillée nuptiale                                | Corpse Bride                   |               |                                      | 21 août 2013     | 4 juin 2015          |                      |
| 78 | 22 | Thalasso utopie                                 | All My Exes                    |               |                                      | 28 août 2013     | 28 mai 2015          |                      |
| 79 | 23 | La réunion des anciennes                        | Love Is All Around             |               |                                      | 4 septembre 2013 | 21 mai 2015          |                      |
| 80 | 24 | La cérémonie                                    | The Man That Got Away          |               |                                      | 4 septembre 2013 | 10 juin 2015         |                      |

### Cinquième saison (2014)
Le 20 mars 2013, la série a été renouvelée pour une cinquième saison de 24 épisodes diffusée depuis le 26 mars 2014.
1. titre français inconnu (Stayin' Alive)
2. titre français inconnu (Surprise)
3. titre français inconnu (Dr. Who)
4. titre français inconnu (The Undead)
5. titre français inconnu (Elka Takes a Lover)
6. titre français inconnu (Rusty Banks Rides Again)
7. titre français inconnu (The One with George Clooney)
8. titre français inconnu (Brokeback Elka)
9. titre français inconnu (Bad George Clooney)
10. titre français inconnu (Bucket: We're Going to New York)
11. titre français inconnu (Undercover Lovers)
12. titre français inconnu (I Just Met the Man I'm Going to Marry)
13. titre français inconnu (People Feeding People)
14. titre français inconnu (Murder House)
15. titre français inconnu (Playmates)
16. titre français inconnu (Auction Heroes)
17. titre français inconnu (Straight Outta Cleveland)
18. titre français inconnu (The Animated Episode)
19. titre français inconnu (Strange Bedfellows)
20. titre français inconnu (The Italian Job)
21. titre français inconnu (Mystery Date: Oscar Edition)
22. titre français inconnu (Win Win)
23. titre français inconnu (Don Elka)
24. titre français inconnu (The Bachelors)

### Sixième saison (2015)
Le 1er mai 2014, la série a été renouvelée pour une sixième saison de 24 épisodes diffusée depuis le 5 novembre 2014, qui sera la dernière.
1. titre français inconnu (Comfort and Joy)
2. titre français inconnu (Fear and Loathing in Los Angeles)
3. titre français inconnu (Bossy Cups)
4. titre français inconnu (Naked and Afraid)
5. titre français inconnu (Tazed and Confused)
6. titre français inconnu (Out of Our Minds)
7. titre français inconnu (Cold in Cleveland: The Christmas Episode)
8. titre français inconnu (The Young and the Restless)
9. titre français inconnu (Bad Boys)
10. titre français inconnu (We Could Be Royals)
11. titre français inconnu (About a Joy)
12. titre français inconnu (One Wedding and One Funeral)
13. titre français inconnu (Scandalous)
14. titre français inconnu (Family Affair)
15. titre français inconnu (All Dolled Up)
16. titre français inconnu (Bad Girlfriends)
17. titre français inconnu (Soupe Duct)
18. titre français inconnu (Cleveland Calendar Girls)
19. titre français inconnu (Kitchen Nightmare)
20. titre français inconnu (All About Elka)
21. titre français inconnu (Say Yes to the Mess)
22. titre français inconnu (Hot in Cleveland: Hot Damn!)
23. titre français inconnu (Vegas Baby)
24. titre français inconnu (I Hate Goodbyes)